# Orontea
Orontea es una ópera veneciana en tres actos con prólogo, del compositor italiano Antonio Cesti sobre libreto de Giacinto Andrea Cicognini, modificado por Giovanni Filippo Apolloni. Su estreno tuvo lugar en Innsbruck, en el Teatro di Sala, el 19 de febrero de 1656. Fue una de las óperas más populares del siglo XVII.
Esta ópera rara vez se representa en la actualidad; en las estadísticas de Operabase no aparece entre las óperas representadas en el período 2005-2010.

## Personajes
| Personaje           | Tesitura  | Comentario                            |
| ------------------- | --------- | ------------------------------------- |
| Filosofía           | soprano   | Figura alegórica (Prólogo)            |
| Amor                | soprano   | Figura alegórica (Prólogo)            |
| Orontea             | soprano   | Reina de Egipto                       |
| Creonte             | barítono  | Filósofo de la corte                  |
| Tibrino             | soprano   | Joven paje                            |
| Aristea             | contralto | Supuesta madre de Alidoro             |
| Alidoro (Floridano) | tenor     | joven pintor                          |
| Gelone              | bajo      | Sirviente borracho                    |
| Corindo             | castrato  | Joven cortesano                       |
| Silandra            | soprano   | Dama de la corte enamorada de Corindo |
| Giacinta (Ismero)   | soprano   | Dama de la corte disfrazada de chico  |

La acción se desarrolla en el Antiguo Egipto.

## Argumento

### Prólogo
Filosofía y Amor discuten sobre quién de ellos tiene más poder sobre los humanos. Amor afirma que él será capaz de hacer que la reina Orontea se enamore. Filosofía asegura que serán los argumentos del filósofo Creonte los que guiarán la elección de la reina.
Es un típico prólogo de mediados del siglo XVII.
Cesti usa un ritornello cinco veces, dando cohesión a la sección, construida en recitativo entremezclado con breves pasajes ariosos.

### Acto I
13 escenas
Orontea se proclama insensible al amor. Creonte la reprende por rechazar a todos los pretendientes y la advierte de que debe casarse por el bien del reino. En la siguiente escena aparece Tibrino, quien, espada en mano, cuenta a Orontea cómo ha salvado a un extraño, Alidoro, y a su madre, Aristea, de un ladrón. Alidoro explica cómo ha tenido que huir de la corte de la reina Arnea de Fenicia. A pesar de lo que Orontea había dicho unos momentos antes, se enamora del joven pintor Alidoro. Más adelante, en las escenas VII y VIII, aparece Gelonte reunido con Corindo, quien alaba la virtud del amor, y con Silandra, quien expresa su amor por Corindo. Orontea y Alidoro regresan y se sienten atraídos. Después Orontea sale de escena y entra Silandra, confesando a Alidoro su amor a primera vista por él. El acto finaliza con hilaridad cuando Gelone, imaginándose a sí mismo en un barco hundido, es descubierto por Tibrino, que le dice que la reina Orontea le espera. Gelone entretiene a la audiencia con su filosofía de borracho.
En este acto, Cesti usa para Gelone unas arias que subrayan la naturaleza cómica de la ópera. Parte de la música de la escena VII vuelve a emplearse en la escena VIII, y en ambas, la música de las arias reaparece en los subsiguientes ritornellos. Las arias predominan, los recitativos son usados pocas veces.

### Acto II
18 escenas
Orontea confiesa su amor hacia Alidoro. Giacinta, disfrazada de Ismero, llega a la corte de Orontea y explica su implicación en la emboscada a Alidoro, habiendo sido enviada para matarle por la reina de Fenicia. Orontea apenas puede reprimirse de matar a Giacinta con una espada. Creonte ahora se da cuenta de que la reina está enamorada del joven pintor y le reprocha el haber elegido a un plebeyo. La anciana nodriza Aristea se enamora de Ismero. Silandra dice adiós a su amor por Corindo en favor del de Alidoro, pero Corindo aparece en escena y recibe el rechazo en persona. Más tarde, Alidoro es descubierto por Orontea, loca de celos, pintando un retrato a Silandra. Alidoro no puede soportarlo y se desmaya. Ella se arrepiente y le deja una corona y una carta confesándole su amor. El acto concluye cuando despierta Alidoro, descubre los objetos dejados por Orontea y lee la nota, en la cual ella proclama que él podría ser su marido y el rey de Egipto.
La declaración inicial de amor de Orontea, Adorirsi sempre, es un aria con acompañamiento obligado. El texto restante es predominantemente desarrorrado como recitativo. Cesti desarrolla con música diferente las dos estrofas, en la escena IX, del solo de Silandra, no incluido en el libreto original de Venecia de Cicognini. La primera estrofa, Addio, Corindo, addio, es una introducción a la segunda, Vieni, Alidoro, vieni, un aria con acompañamiento ostinato con un bajo de tetracordos descendentes. Corindo expresa su asombro por el repentino cambio de sentimientos, en la siguiente escena, mediante la alternancia de secciones en 3/2 arioso y recitativo. Es en la escena XVIII donde Orontea canta su famosa aria Intorno all'idol mio, sobre el cuerpo postrado de Alidoro. Algunas de las músicas más excelentes se escuchan en esta escena de solo.

### Acto III
20 escenas
Silandra intenta cortejar a Alidoro una vez más, pero es rechazada. Sigue un intermedio cómico en el que Gelone y Tibrino insinúan que Orontea ha abandonado la cautela y comentan que circulan los rumores por la ciudad. Creonte fuerza a la reina a rechazar a Alidoro, el cual, unas escenas más tarde, es descubierto en posesión de un medallón real y es acusado de robo. Aristea explica el origen del medallón, lo que prueba que Alidoro no es otro que Floridano, el hijo perdido del rey de Fenicia. De niño había sido secuestrado por una banda de piratas dirigida por el marido de Aristea y criado por ella como su propio hijo. Ahora son libres para casarse. Encantada, Orontea une a Silandra y Corindo.
En este acto se incluyen menos arias que en los dos anteriores.

## Comentario
El éxito de esta ópera es debido principalmente a los personajes humanos del drama, la naturaleza del argumento, la falta de complicada maquinaria escenográfica, la excelente escritura cómica de Cicognini y la excente música de Cesti. Aunque el desenlace es artificial y la unión de Corindo y Silandra es precipitada, la ópera trata sobre personas, no sobre dioses o inmortales con poderes extraordinarios. Orontea es una figura dominante, humana en sus emociones, que se debate entre esas emociones y el sentido del deber. Sus reacciones ante los consejos de Creonte son más razonables que las de Poppea con Séneca en L'incoronazione di Poppea de Monteverdi y Busenello. Alidoro es un oportunista cuyos sentimientos cambian según la situación, y Gelone, personaje típico de la commedia dell'arte, es uno de los primeros personajes cómicos que se permite participen en los argumentos de la ópera seria de la época.
Según Cristoforo Ivanovich, Cesti compuso Orontea para el Teatro di SS Apostoli de Venecia, en 1649. Pero una carta, fechada el 30 de enero de 1666, de P.A. Ziani al empresario Marco Faustini indica que fue Francesco Lucio quien compuso la música para esta representación. Cesti escribió su música para el Teatro di Sala, de Innsbruck, durante 1656. Las partituras existentes de la versión de Cesti siguen el libreto de Innsbruck con fidelidad, y la mayoría contienen música para el prólogo de G.F. Apolloni, en el que aparecen Amor y Filosofía en lugar de los dos tritones, la sirena y Amor del prólogo veneciano de Cicognini.
El libreto de Orontea fue representado en 1649, 1656 y 1683, permaneciendo mucha de la música esencialmente inalterada. Para Morely y Walker, el libreto de Cicognini y la partitura, que ahora está perdida, de Francesco Lucio fueron escritos para la representación de 1649. La de Cesti sería la segunda, compuesta para Innsbruck, en 1656 y repuesta en 1683 en Venecia.
En 1666, Faustini intentó hacer un revival de la Orontea de Cesti, sustituyendo el título por el de Doriclea. Parece que fue revisada y modificada en unos diez días para esta representación, pero finalmente se canceló, posiblemente por problemas con la política teatral, con los cantantes y por la competencia entre Cesti y Ziani, al que se le encargó la música.
Durante los años 60 y 70 del siglo XVII, fueron frecuentes los revivals de óperas anteriores con éxito, llegando algunas a convertirse en un pasticcio. Esto pudo ser motivado por la falta de nuevos libretos o nuevos temas.
El libreto de Cicognini fue muy aclamado y, en 1688, Michel Le Clerc lo tradujo al francés, y la ópera se representó en Chantilly, con música de Paolo Lorenzani y decorados de Jean Bérain. Excepto unas pocas escenas de ballet, la partitura se ha perdido. 
En la Orontea de Cesti, al igual que en otras de sus óperas, se da una mayor importancia a las arias. Este hecho hace de ella una de las primeras óperas del cantante. 
El acto I empieza con un aria, en lugar del recitativo habitual. Las emociones se expresan en las arias y no en los recitativos, que son usados casi exclusivamente para hacer avanzar la acción. Casi todos los textos de las arias son de naturaleza lírica, expresan sentimientos y no forman parte de la acción representada; además, normalmente no son escuchadas por otros personajes en escena.
La versión musical de esta ópera refleja nuevas ideas con respecto a la época. Es evidente que Cesti y su libretista colaboraron estrechamente durante la composición de la ópera. Cesti escribió su música desarrollando momentos de reflexión (arias, dúos) y equilibrando los momentos de acción narrativa en los recitativos. Hay ciertos ejemplos de recitativos dramáticos en un estilo similar a las obras de Monteverdi y Cavalli. Muchos de los recitativos, sin embargo, se mueven con un ritmo más rápido, comúnmente asociados a las óperas de un periodo posterior. Las melodías de las arias son agradables, simples, armoniosas que el compositor varía con la finalidad de destacar la caracterización musical.
La construcción músico-dramática de las escenas está cuidadosamente planificada por compositor y libretista. Muchas de las escenas solistas muestras cierta similitud con cantatas de cámara de compositores contemporáneos romanos, con la alternación del recitativo y aria y una estructura bien pensada. La escritura orquestal es a tres partes: dos violines y el bajo continuo.
Cicognini era muy ingenioso creando tensión a través del texto. Introdujo una mezcla de metros de tal manera que el compositor se vio obligado casi a establecer algunas pautas, como en el recitativo, aria o arioso. Esta técnica fue generada por el plan general de escenas de Cicognini, el cual es fácilmente evidente.
Cicognini y Cesti establecieron una mezcla de esquemas métricos por lo que el compositor podía insertar la sección lírica, incluyendo ritornelos dentro de las secciones de recitativo, y hacer esta sección lírica lo suficientemente corta como para no poner en peligro el flujo continuo de las acciones narrativas.
Cicognini escribió el libreto haciendo una diferenciación clara entre aria y recitativo. El texto del recitativo está escrito con alternancias impredecibles de líneas de siete y once sílabas, sin ningún esquema de rima. El esquema de las arias presente en Orontea es ABB', siendo B' una forma transportada o más elaborada de B. Orontea es una brillante combinación de poesía y música.
Esta ópera fue representada en la época actual por primera vez en 1961 con Teresa Berganza como protagonista y dirigida por Bruno Bartoletti.